# 平沢いずみ
平沢 いずみ（ひらさわ いずみ、1989年12月28日 - ）は、日本の女優、ミュージシャン。元ヒラタオフィス所属（2015年退社）。血液型はO型、神奈川県出身、身長164cm。2015年より平沢 あくび名義で音楽活動を開始し、バンド「ニガミ17才」でシンセサイザーを担当。

## 略歴
3歳から子役として活動。そのまま俳優業にのめりこみビックアップル（『ピチレモン』（学研教育出版（現学研プラス））時代）、ヒラタオフィス所属（2005年以降）となる。中学生までは上記『ピチレモン』などでモデル活動も行った。
バンド・嘘つきバービーのファンでフロントマンの岩下優介とはその後飲み仲間となったが、バンド解散後メンバーとして勧誘された。そもそも音楽をやったこともなく、唄もコンプレックスだったが、岩下が生死の境をさまよう病に倒れていたこと、自身も役者として壁にぶつかっていた時期であったこともあり、「岩さんがちょっとでもバンドに対して前向きになれるなら」と快諾。やるなら本気でやりたいと事務所を辞め、「ニガミ17才」メンバーとなる。結成当時は鍵盤が全く弾けず、一から勉強した。
「ニガミ17才」ではジャケットカバーを単独で務めることもあるなど顔としての役割も担う。

## 人物
- 趣味はサッカー観戦、お菓子作り、カメラ、音楽鑑賞、空想画。
- 特技はドラム、書道。
- 好きなサッカークラブは名古屋グランパス。GKの楢﨑正剛のファンである。（『ピチレモン』（学研教育出版（現学研プラス））より引用）

- 好きなアーティストは　BUMP OF CHICKEN、銀杏BOYZ、ゆらゆら帝国、フジファブリック、syrup16g、くるり、ミドリカワ書房、嘘つきバービー、サカナクション等。峯田和伸のファンである。

## 出演

### テレビドラマ
- ガチバカ!（2006年、TBS系） 塚田麻弥役
- スロースタート（2007年、NHK）青木美穂役
- 放送禁止6 デスリミット（2008年、フジテレビ）神野留麻役
- 未来世紀シェイクスピア（2008年、関西テレビ）照石ジェシカ役（第1話&2話）
- カラマーゾフの兄弟（2013年、フジテレビ）（第4話）
- 8.12 日航機墜落30回目の夏 生存者が今明かす"32分間の闘い"〜ボイスコーダーの"新たな声"（2014年、フジテレビ）客室乗務員役
- 天使と悪魔-未解決事件匿名交渉課-　第5話（2015年、テレビ朝日）笹本ひろみ役

### バラエティ
- 天使らんまん（2008年5月2日、毎日放送）
- 金曜日のどっち!?（2019年、テレビ朝日）4月19日に初出演して以降、複数回出演[2]。2019年6月7日には密着取材が行われた[3][4]。

### ラジオ
- GOLD RUSH（2019年 - 2020年、J-WAVE）※ロケリポーターとして出演[5]
- 週刊ヤングフライデー（2021年1月 - 3月、MBSラジオ）20代目パートナー
- Tresen（2021年4月 - 、FMヨコハマ）

### 映画
- 放送禁止 劇場版「密着68日 復讐執行人」（2008年）神野留麻役
- ノルウェイの森（2010年）ミドリの友人役
- 青い青い空（2011年）高見沢ミチル役
- 朝日のあたる家（2013年）平田あかね役

### CM
- 花王 ビオレ 毛穴すっきりパック
- バンダイ PlayStation 2 機動戦士ガンダムSEED 実写版 キラ・ヤマト役
- FromA フロムA子 教室篇
- ブレイブフロンティア メザ編

### 雑誌・書籍
- ピチレモン 専属モデル（2003年‐2005年）
- PurePure
- memew vol.48
- 今すぐ使えるかんたんmini Nikon D7100 基本＆応用 撮影ガイド

### スチール
- 川崎大師 初詣ポスター（平成21年）
- 河合塾 夏期講習ポスター（平成21年）

### DVD
- 『サイレント』 村井美香役
- 『ほんとうにあった怖い話・第十六夜：冥界からの声』主演
- 『感動体験!アンビリーバボー 第二話：家族の守り神』主演